# 라디오de아이마CHU!!
라디오de아이마CHU!! (라디오데아이마츄)는 게임 'THE IDOLM@STER 2'에 관련하는 인터넷 라디오 프로그램. '라디오de아이마STAR☆'의 후 프로그램으로서 2011년 4월 21일부터 2014년 11월 27일까지, 매주 목요일에 애니메이트 TV에서 전달되었다. 애니메이트 TV로 전달되고 있는 아이돌마스터 관련의 인터넷 라디오는, 2006년 4월 개시의 '라디오de아이마SHOW!'로부터 거의 중단하는 일 없이 계속하고 있어, 이 프로그램이 5개째가 된다.

## 퍼스널리티
'라디오de아이마STAR☆'의 퍼스널리티인 니고 마야코 (타카츠키 야요이 역)와 하세가와 아키코 (호시이 미키 역)의 2명에, 시모다 아사미 (후타미 아미·마미 역)가 새롭게 더해졌다. 항례의 퍼스널리티에 의한 유닛명은, 활동 5주째에 'Honey Citrus'로 결정했다.
오프닝·엔딩의 나레이션이나, 프로그램 내에서 공격을 하는, 이른바 '하늘의 소리'는, 지금까지의 토쿠마루 칸 (타카기 쥰이치로 역)으로부터 대신해 오오츠카 요시타다 (타카기 쥰지로 역)가 맡고 있다.

### Honey Citrus
Honey Citrus (허니 시트러스)는 퍼스널리티의 하세가와, 니고, 시모다의 3명에 의한 유닛.
유닛명은 청취자로부터의 공모를 거치고, 제5회에 결정했다. 덧붙여 그까지는 가칭으로서 3명의 이름의 머리 글자로부터 '하니시'라고 자칭하고 있었다.